# Макак японський
Макак японський (Macaca fuscata; яп. ニホンザル, ніхондзару) — найпівнічніша мавпа Старого світу, що походить з Японії.
Відома також як «снігова мавпа». Має сіре або брунатне хутро, короткий хвіст, червоні обличчя, руки і сідниці. Існує два підвиди цих макак: Macaca fuscata fuscata і Macaca fuscata yakui (Якусімська макака).

## Класифікація
- Вид: (Макака японська — （Macaca fuscata, 日本猿, ニホンザル))
  - Підвид: Макака японська справжня — (M. f. fuscata, 本土猿, ホンドザル) — Хонсю, Шікоку, Кюсю (ендемік).
  - Підвид: Макака якусімська — (M. f. yakui, 屋久島土猿, ヤクシマザル (ヤクザル)) — Якусіма (ендемік).

## Ареал і харчування
Японські макаки проживають переважно у різноманітних лісах Японського архіпелагу — субтропічних, широколистих, хвойних та гірських. Ці мавпи харчуються паростками й корінням трав та дерев, бруньками, фруктами, ягодами, листям, пташиними яйцями, дрібними хребетними і комахами. Довжина тіла макак сягає 79-95 см, зріст — 50-60 см, а довжина хвоста — близько 10 см. Вага самців становить від 10 до 14 кг, а самок — 5,5 кг.

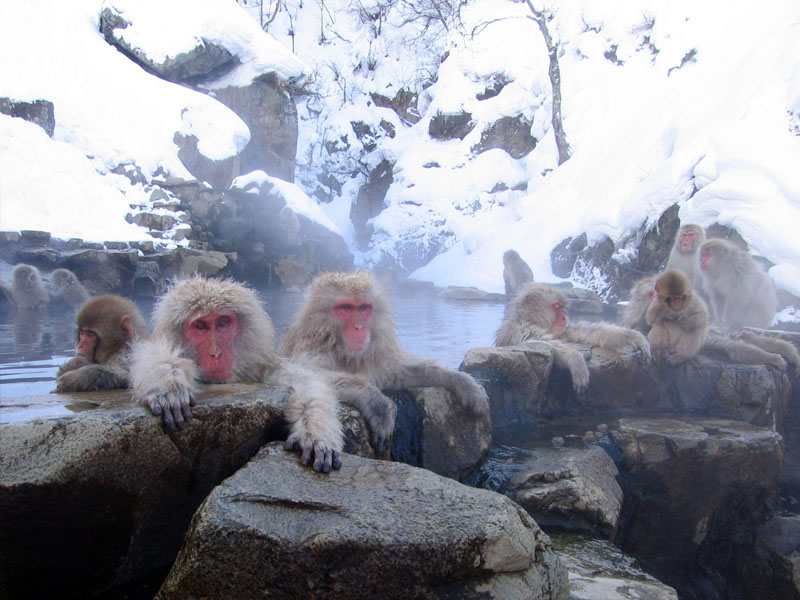
Японські макаки відпочивають у природних «гарячих ваннах» онсен.

Японська макака є мавпою, яка проживає найпівнічніше від решти своїх родичів. Хоча вона здатна виживати при температурі −15 °C (5 °F), макака проводить більшу частину зими у гарячих джерелах онсен — природних цілющих ваннах.

## Організація і розмноження

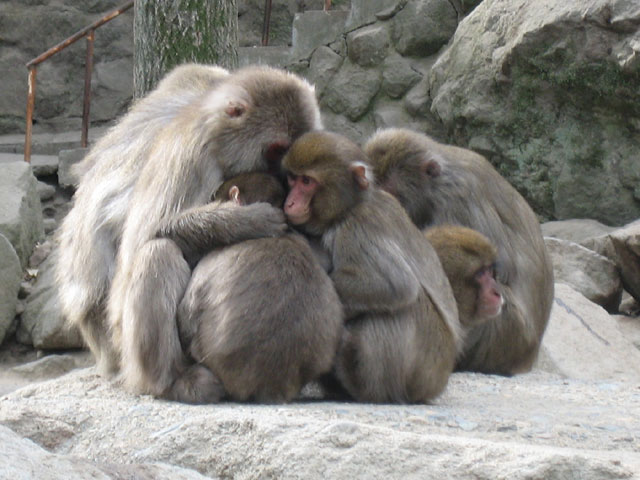
Таємна нарада по підготовці скинення вожака зграї

Японські макаки гуртуються у зграї по від 20 до 100 особин, які складаються з матрилінейних груп з великою кількістю самок і декількома самцями. Кількість останніх у зграї становить від одного до трьох особин. Серед самок існує чітка ієрархія.
У період розмноження самиці приймають близько 10 самців. Однак лише третина жіночої половини зграї здатна завагітніти. Через те що період розмноження короткий, макаки часто вступають у сексуальні стосунки один з одним впродовж року.
Після 173 днів самиця народжує лише одну дитину, вагою до 500 г. В середньому, життя японських макак триває 30 років.

## Інші аспекти
Японська макака є дуже розумною істотою. Це єдина тварина, разом з єнотами і людиною, яка миє їжу перед її вживанням. Мавпи вміють швидко переймати навички один від одного.
Нещодавні дослідження японських макак засвідчили, що ці мавпи мають «діалекти» та «говірки», подібно до людей. Японські макаки часто використовуються у дослідах з неврології та хімії.
У 2000 році Японські макаки були занесені до Червоної книги.